# Ten Thousand Fists
Ten Thousand Fists (с англ. — «Десять тысяч кулаков») — третий студийный альбом американской рок-группы Disturbed, выпущенный 20 сентября 2005 года на лейбле Reprise Records. Диск стал вторым альбомом группы, занявшим первую строчку в хит параде чарта Billboard 200 в Соединенных Штатах. На первой неделе после выпуска альбома было продано приблизительно 239 000 копий. Это первый альбом, в котором вместо басиста Стива Кмака играет Джон Мойер. Альбом посвящён памяти Даймбэга Даррелла. Также на обложке этого альбома впервые появляется талисман группы Disturbed — The Guy. Позднее он появляется в видеоклипе  «Land of Confusion».

## Об альбоме
Песня «Guarded» звучала на радио в конце июня 2005 как дразнилка, но после стала первым синглом «Stricken», выпущенным 20 июля 2005 года. Также в альбоме есть кавер-версия песни «Land of Confusion», впервые исполненная группой Genesis. Песня стала третьим синглом из альбома, а в клипе на песню группа работала с Тоддом Макфарлейном и Грегом Капулло. Изначально в альбоме задумывалось 20 песен, но из них было выбрано лишь 14. Кроме того, песня «Decadence» прозвучала в компьютерной игре Need for Speed: Most Wanted.

## Темы
Вокалист Дэвид Дрейман сказал, что Ten Thousand Fists сочетает в себе жёстокость и темноту лирики The Sickness и в то же время сохраняет мелодичность своего предшественника, альбома Believe. Альбом включает лирику о солдатах, идущих в ад. Дрейман сказал, что песня «Guarded» является охраной от других людей. Он сказал, что песня «отражает то, что выбор этой жизни вынуждает определённых людей сделать определенным способом — вы должны остаться осторожными на определенном уровне».

### Политическое содержание
Согласно участникам группы, в то время как Ten Thousand Fists не был написан как политический альбом, лирика вокалиста Дэвида Дреймана для названия песни «Ten Thousand Fists» была написана в большой степени под влиянием его чувств к прежнему американскому президенту Джорджу У. Бушу, и несколько из песен включали темы, направленные против войны, в то время как видео к «Land of Confusion» изображает крупный капитал и капитализм, являющийся развращающим, подобным нацисту врагом, свергаемым армией людей во главе с The Guy, талисманом группы.

## Приём критиков
| Совокупная оценка | Совокупная оценка |
| Источник          | Оценка            |
| ----------------- | ----------------- |
| Metacritic        | 59/100            |
| Оценки критиков   |                   |
| Источник          | Оценка            |
| AllMusic          | [ 1 ]             |
| Blender           | [ 15 ]            |
| IGN               | [ 2 ]             |
| NME               | [ 16 ]            |
| Rolling Stone     | [ 4 ]             |
| The Village Voice | Positive          |

Ten Thousand Fists получил смешанные обзоры от критиков, общая оценка  на англоязычном сайте-агрегаторе, собирающем отзывы, Metacritic, составила 59% на  основе семи обзоров. Рецензент Джонни Лофтус из AllMusic дал альбому положительный обзор, однако относительно звука альбома он заявил, что «Ten Thousand Fists действительно начинают казаться тем же самым через некоторое время». Рецензент Village Voice Фил Фримэн также дал альбому положительный обзор, «гитарист и барабанщик — воздухонепроницаемая команда, и басист сессии умело подкрепляет соло гитары, которые являются долгожданным новым дополнением к звуку группы».

## Список композиций
Слова и музыка всех песен — Дэвид Дрейман, Дэн Дониган, Майк Венгрен и Джон Мойер, кроме песни «Land of Confusion».
| №                   | Название             | Длительность |
| ------------------- | -------------------- | ------------ |
| 1.                  | «Ten Thousand Fists» | 3:33         |
| 2.                  | «Just Stop»          | 3:46         |
| 3.                  | «Guarded»            | 3:22         |
| 4.                  | «Deify»              | 4:18         |
| 5.                  | «Stricken»           | 4:07         |
| 6.                  | «I’m Alive»          | 4:42         |
| 7.                  | «Sons of Plunder»    | 3:50         |
| 8.                  | «Overburdened»       | 5:59         |
| 9.                  | «Decadence»          | 3:27         |
| 10.                 | «Forgiven»           | 4:15         |
| 11.                 | «Land of Confusion»  | 4:50         |
| 12.                 | «Sacred Lie»         | 3:08         |
| 13.                 | «Pain Redefined»     | 4:09         |
| 14.                 | «Avarice»            | 2:56         |
| Общая длительность: | Общая длительность:  | 56:22        |

## Позиция в чартах
| Год  | Чарт                         | Позиция |
| ---- | ---------------------------- | ------- |
| 2005 | Australian ARIA Albums Chart | 11      |
| 2005 | Austrian Albums Chart        | 37      |
| 2005 | Canadian Albums Chart        | 2       |
| 2005 | Dutch Album Charts           | 87      |
| 2005 | New Zealand Top Albums Chart | 1       |
| 2005 | Swedish Album Charts         | 24      |
| 2005 | US Top Internet Albums       | 1       |
| 2005 | US Billboard 200             | 1       |
| 2006 | 1                            |         |

| Год  | Сингл                | Чарт                       | Позиция |
| ---- | -------------------- | -------------------------- | ------- |
| 2005 | »Guarded"            | Mainstream Rock Tracks     | 7       |
| 2005 | »Guarded"            | Modern Rock Tracks         | 28      |
| 2006 | «Just Stop»          | Mainstream Rock            | 4       |
| 2006 | «Just Stop»          | Modern Rock                | 24      |
| 2006 | «Land of Confusion»  | Hot Mainstream Rock Tracks | 1       |
| 2006 | «Land of Confusion»  | Hot Modern Rock Tracks     | 18      |
| 2006 | «Stricken»           | US Billboard Hot 100       | 95      |
| 2006 | «Stricken»           | Mainstream Rock Tracks     | 2       |
| 2006 | «Stricken»           | Modern Rock Tracks         | 13      |
| 2006 | «Stricken»           | Pop 100                    | 89      |
| 2007 | «Ten Thousand Fists» | Hot Mainstream Rock Tracks | 7       |
| 2007 | «Ten Thousand Fists» | Hot Modern Rock Tracks     | 37      |